# Melanotrichus wallisi
Melanotrichus wallisi är en insektsart som beskrevs av Kelton 1980. Melanotrichus wallisi ingår i släktet Melanotrichus och familjen ängsskinnbaggar. Inga underarter finns listade i Catalogue of Life.